# معركة نوفي (1799)
شهدت معركة نوفي (15 أغسطس 1799) مهاجمةَ الجيش المشترك لملكية هابسبورغ والإمبراطورية الروسية تحت قيادة المشير ألكسندر سوفوروف للجيش الفرنسي الجمهوري بقيادة الجنرال بارتيليمي كاترين جوبير. بعد صراع دموي طال أمده، اخترق النمساويون والروس الدفاعات الفرنسية ودحروا أعداءهم الذين انسحبوا انسحابًا مضطربًا. قُتل جوبير في حين أُسر قادة الفرق الفرنسية كاتارين- دومينيك دي بيرينون وإيمانويل غروشي. تقع نوفي ليغوري في إقليم بيمونت في إيطاليا على بعد 58 كم (36 ميل) شمال جنوة. دارت المعركة خلال حرب التحالف الثاني التي كانت جزءًا من حروب الثورة الفرنسية.
في عام 1799، اجتاحت القوات الروسية والنمساوية وادي نهر بو، واستعادت الأراضي التي احتلها نابليون بونابرت في عام 1796. هُزمت القوات الفرنسية شر هزيمة في إيطاليا خلال ثلاث معارك رئيسية وهي مانيانو وكاسانو وتريبيا. في وقت لاحق، تراجعت القوات الفرنسية وقوات الجمهورية الألبية الإيطالية إلى جنوة وجمهورية ليغوريا. وضعت الحكومة الفرنسية الجديدة جوبير في قيادة جيش إيطاليا بعد إعادة تشكيله وأمرته بالهجوم. وفقًا لذلك، تحرك الجيش الفرنسي شمالًا عبر قمم الجبال وتجمع على أرض مرتفعة في نوفي ليغوري في 14 أغسطس. تبين وجود قوات تحالف كبيرة في الجوار، مما أثار ذعر جوبير. في صباح اليوم التالي، هاجم الفيلق النمساوي التابع لبول كراي الجناح الأيسر الفرنسي وسادت المعركة. بعد فترة تأخير، عَهِد سوفوروف إلى الفيلق الروسي بمهاجمة الوسط وإلى فيلق مايكل فون ميلاس النمساوي بمهاجمة الجناح الأيمن الفرنسي. تكبدت قوات كراي خسائر فادحة ولكن بحلول المساء تعرض الجيش الفرنسي لهزيمة نكراء وضعفت السيطرة الفرنسية على الريفيرا الإيطالية. ومع ذلك، أقدم مخططو التحالف على تبديد ميزتهم عن طريق إرسال جيش سوفوروف الروسي إلى سويسرا، فكان تغييرًا استراتيجيًا انتهى نهاية وخيمة.

## المعركة
لم يخطط جوبير للقتال في نوفي ليغوري، لكن الموضع الذي احتلته قواته كان مناسبًا جدًا لمعركة دفاعية. باتجاه الشمال، شكل الفرنسيون قوسًا من الأراضي المرتفعة امتد من سيرافال على اليمين إلى باستورانا على اليسار. في الوسط، كانت نوفي محاطة بسور وخندق يعود تاريخهما إلى العصور الوسطى. كانت إحدى نقاط الضعف في هذا الموضع مرور الأخاديد العميقة لجدولي رياسكو وبراغينا عبر مؤخرة الجيش، مما يعيق أي وسيلة للتراجع. أمر كراي جناح الحلفاء الأيمن بالتحرك قبل الفجر بوجود بيلغارد على اليمين وأوت على اليسار. استهدف سيكيندورف في أقصى اليمين الوهدة التي انبثق منها جدول رياسكو. بدأ جيَشَان البنادق في الساعة 3:20 صباحًا عندما اصطدمت الأرتال النمساوية بحرس المراقبة الفرنسي. أثار هذا الاشتباك جلبة كبيرة في المعسكرات الفرنسية على إثر اندفاع القوات المتفاجئة إلى تشكيل صفوفهم. عند الفجر، رأى الحلفاء ذرى المرتفعات متلّبسة بالصفوف الزرقاء للمشاة الفرنسيين. عوضًا عن ضرب جناح جيش العدو أثناء التقدم، كان النمساويون في جناح اليمين ينفذون هجومًا مباشرًا على موضع قوي.
على أقصى اليمين الفرنسي، حاصرت فرقة دومبروفسكي النمساويين في قلعة سيرافالي. كانت فرقة واترين في الصف التالي منتشرة في الأرض المنخفضة إلى الشرق من نوفي. سيطر لواء غاردان على نوفي في حين اصطف باقي أفراد فرقة لابواسير على المرتفعات خلف المدينة. يسارًا، كانت فرقة ليموان، تلتها فرقة غروشي في أقصى اليسار. عُزز اليسار بجيوش كلوزيل وبارتونو وريشبانس الاحتياطية.
عند سفح الهضبة، أعاد أوت وبيلغارد توزيع قواتهم من أرتال راجلة إلى صفوف. في البداية، نال هجومهم بعض النجاح ضد خصومهم المشتتين لقصور نومهم. لكن السفوح كانت شديدة الانحدار وتتخللها مزارع الكروم، مما أجبر النمساويين على إعادة الانتشار في أرتالٍ. أرسل بيرينون كلوزيل وبارتونو لمساعدة غروشي، في حين أرسل سان سير لواء كولي من الجناح الأيمن لمساعدة ليموان. تولى مورو قيادة الوسط الفرنسي في اشتباكه مع أوت. في هذه المرحلة من المعركة، أُصيب جوبير بضربة قاتلة أثناء قيادته لهجوم مضاد من قِبل الفوج الخفيف السادس والعشرين. على الرغم من استمرار الخسائر، فقد ناضل المشاة النمساويون بشجاعة مرةً بعد مرة للمضي قدمًا في أرتال. عندما وصلوا إلى قمة المنحدر وحاولوا إعادة الانتشار في صفوف، تعرضوا لهجمات فرنسية مضادة وأُجبروا على التراجع. أخيرًا، سقطت أرتال أوت على يد اللواء 26 وصف المشاة 105 وتراجع جناح كراي بالكامل إلى أسفل المرتفعات لإعادة التشكيل.
بحلول الساعة التاسعة صباحًا، تمكن كراي وضباطه من إعادة تنظيم قواتهم عندما وصل أمرٌ من سوفوروف بالهجوم مجددًا. جدد النمساويون هجومهم على المرتفعات وهُزموا مرة أخرى مع وقوع خساراتٍ. عندما قدم كلوزيل وريشبانس المساعدة في صد فرقة بيلغارد، عاود بارتونو الهجوم على أوت. شد نجاح الهجوم عزم بارتونو، فانطلق برعونة إلى السهل حيث تشتت قواته من قِبل أربع سرايا من سلاح الفرسان الخفيف التابع للأرشيدوق جوزيف وخيالة القيصر. كان بارتونو من بين أولئك الذين أُسروا. بعد صد هجومه الثاني، حشد كراي وحدة مدفعية من 40 مدفع لقصف أي قوات فرنسية تتجرأ على الاحتشاد في القمة. لكن الجنرال النمساوي رفض شن هجمات أخرى حتى انضمام باقي الجيش للقتال. خطط سوفوروف لتطويق الجيش الفرنسي حالًا. أدت الظروف غير المتوقعة إلى تعطيل خطة الحلفاء.
أدرك سوفوروف وجوب وضع جميع الرجال في الميدان. نفذت قوات باغراتيون هجومها على نوفي متأخرةً في الساعة العاشرة صباحًا. تعرض الروس أثناء تقدمهم لقصف مدفعي مكثف. تمكنت قوات باغراتيون من صد خطوط الاشتباك الفرنسية لكنها أُحبطت عندما لاقت سور مدينة نوفي. بالانتقال إلى يمينهم، واجهوا لواء كينيل من فرقة لابويسير، يُدافع عن المرتفعات. عندما اندفع الروس إلى الأمام، تعرض جناحهم للهجوم من قِبل رجال غاردان من نوفي ومن قِبل قوات واترين من الجناح الأيمن الفرنسي. أُرسلت فرقة ميلورادوفيتش إلى المعركة، لكن كل هجوم روسي على الوسط الفرنسي كان كارثيًا. وجدت قوات باغراتيون القوزاقية عملًا عن طريق استدراج المناوشين الفرنسيين إلى السهل ثم قتلهم أو أسرهم.
في الوقت المناسب، وصلت فرقة ديرفيلدن إلى المقدمة واندفعت في هجوم جديد بالقرب من نوفي. نفذ جناح كراي هجومه مرة أخرى وتعثر. في حوالي الساعة 11:30 صباحًا، أصدر سوفاروف أمرًا بتقدم جناح الحلفاء الأيسر بقيادة ميلاس. لكن ميلاس رفض مهاجمة نوفي كما أُمر. بدلًا من ذلك، استطلع تضاريس الموقع بعناية وقرر مهاجمة الجناح الأيمن الفرنسي. أرسل النمساويون كتيبتي نوبيلي وسريتي خيالة جنوبًا على طول الضفة الشرقية لنهر سكريفيا نحو سارافيل للتصدي لأي تهديد فرنسي من ذلك الاتجاه. انتقل ما تبقى من الجناح الأيسر إلى أسفل الضفة الغربية للنهر مع لواء ميتروفسكي على اليسار وألوية رماة القنابل على اليمين. أصدر ميلاس تعليماتٍ للواء لوزينيان بالهجوم على شرق نوفي في حين اجتاح لواء لودون نطاقًا أوسع باتجاه الشرق.
في حوالي الساعة الثالثة مساءً، صُد آخر هجوم روسي نمساوي على خط المرتفعات. بحلول ذلك الوقت، كان واترين قد وضع فرقته على المرتفعات شرق نوفي. شن رماة القنابل التابعين للوزينيان ثلاث هجمات مباشرة على واترين دون تحقيق تقدم يذكر. في هذه الأثناء، اقترب رماة قنابل لودون من الجناح الأيمن لواترين وهددوا قوات ميتروفسكي بالالتفاف من جهتين. في مواجهة الهجمات الجديدة، انهارت فرقة واترين. ألقى سان سير فوج صف المشاة 106 في هجوم مضاد أوقف النمساويين وأسر لوزينيان المصاب. بحلول الساعة الخامسة مساءً، جرى التغلب نهائيًا على واترين واللواء 106 لتفوق عدد أعدائهم وتراجعوا. على الجانب الآخر نفذ كراي هجومًا آخرًا بين الساعتين الثالثة والرابعة مساءً.
في نحو الساعة الخامسة والنصف مساءً، بدأ الموقف الفرنسي بأكمله في التداعي. دُفعت كتيبة رماة القنابل بقيادة بار والكتيبة 68 من صف المشاة التابع لكولي عن القمة بالقرب من نوفي. اقتحمت قوات ديرفلدن وميلاس نوفي في نفس الوقت تقريبًا، وأبعدوا معظم رجال غاردان. تمكنت فرقة لابويسير من اللحاق برجال واترين في هروبهم. ولكن في ذلك الوقت انقسم الجيش الفرنسي إلى نصفين ولم يستجمع صفوفه إلا بعد ثلاثة أيام. عندما بدأ اليسار الفرنسي في التراجع، حاصرهم الحلفاء لقتلهم فأطلقوا العنان لسلاح الفرسان. في وقت سابق، كان بيلغارد قد نشر كتيبة وأربعة سرايا خيالة بالقرب من باستورانا في أقصى اليمين. وفقًا لذلك، كان على الفرنسيين أثناء انسحابهم تجاوز شوارع باستورانا ووادي براغينا إلى الجنوب مباشرة وقوة بيلغارد الصغيرة. كان على الجناح الأيسر الفرنسي بأكمله اجتياز سلسلة العقبات هذه. لم يأخذ الروس أي سجناء، وقتلوا كل فرنسي قبضوا عليه. وإن نجا أي جندي فرنسي من الأسر، فذلك لأن النمساويين سجنوه في عهد كراي. في الاشتباك حاول غروشي حشد رجاله لكنه أُسر. أُسر بيرينون أيضًا بعد إصابته بثلاث جروح بما في ذلك جرح سيف عميق فوق عينه اليسرى. قُبض على كولي وما لا يقل عن 2,000 جندي فرنسي آخر و21 مدفعية، معظمهم في حصار باستورانا. مع حلول الليل، اندفع الجيش الفرنسي بعيدًا وتوقف الحلفاء المنهكون. قرب منتصف الليل، اكتُشف بعض رجال غاردان مختبئين في نوفي وعاد الروس إلى البلدة مرة أخرى. بعد أن أنجزوا هدفهم، بدأوا عمليات السلب وأمر سوفوروف قارعي الطبول بجمع الجنود لوقف النهب.